# Ben Branch
Ben F. Branch (* 8. Januar 1928 in Memphis (Tennessee); † 27. August 1987 in Chicago) war ein US-amerikanischer Tenorsaxophonist des Rhythm & Blues und Bandleader, der später als Unternehmer wirkte.

## Leben und Wirken
Branch studierte Musik an der Memphis State University. Gemeinsam mit seinem Bruder Thomas an der Trompete war er in der Bläsergruppe, die B. B. King bei seiner ersten Aufnahme 1949 für Bullet Records begleitete. 1952 nahm er nochmals mit B. B. King auf. Den größten Teil der 1950er Jahre verbrachte er als Bandleader der Hausband The Largos im Curry’s Club in Memphis, mit ihnen trat auch der junge Isaac Hayes auf. Zu Beginn der 1960er Jahre wurde der Bassist Donald „Duck“ Dunn das erste weiße Mitglied von Branchs Big Band.
Der Bürgerrechtler Branch leitete das Breadbasket Orchestra and Choir für die Southern Christian Leadership Conference, das auf Benefizveranstaltungen für Martin Luther King und Operation/PUSH auftrat und zwei Alben einspielte. Am 4. April 1968 war er einer der Tatzeugen der Ermordung Kings, der mit ihm gerade das Musikprogramm für die abendliche Veranstaltung durchgesprochen hatte.
1982 gründete er die American Music Hall of Fame, eine Musikschule in Chicago. Wenige Monate vor seinem Tod trat er 1987 beim Chicago Blues Festival auf, wo er die Begleitband von Rosco Gordon leitete.
Branch nahm auch Platten mit den Mar-Keys, Brother Jack McDuff, Etta James und Little Milton auf.
Branch war auch Präsident der Doctor Branch Products Inc., einem Softdrinkproduzenten in Chicago, Illinois. Das 1983 gegründete Unternehmen war die erste Getränkefirma in den Vereinigten Staaten, die zu 100 Prozent in afroamerikanischem Besitz war.

## Diskographische Hinweise
- The Mar-Keys: Beach Bash/Bush Bash – Wayne Jackson (tp) Ben Branch (ts) Floyd Newman (bars) Booker T. Jones (org) Steve Cropper (g) Donald „Duck“ Dunn (el-b) Al Jackson (d) (Stax 45-156; 1964ll> [7]
- Operation Breadbasket Orchestra and Choir: The Last Request (Chess; 1968)
- Brother Jack McDuff: Gin and Orange (1969)